# La vuelta al mundo (canción)
«La vuelta al mundo» es una canción del cuarto álbum de estudio Entren los que quieran, del grupo puertorriqueño Calle 13. fue lanzada a principios del mes de mayo de 2012 y el videoclip oficial se publicó dos semanas después en su canal de YouTube.

## Video musical
El vídeoclip fue dirigido por Camilo Antonilio y Juan José Campanera y producida por Muriel Cabeza. El video empieza en varias tomas de un edificio de oficinas y después a un hombre que se interesa por una compañera de trabajo que le gusta mucho y que rato después empiezan a entablar una bonita amistad para al final quedarse juntos.
Tuvo como invitados a los actores argentinos Juan Minujín y Soledad Fandiño durante toda la trama del video.

## Recepción
A los tres días de su estreno, el videoclip alcanzó el más de 3 millones de visitas, y, a la semana, más de 6 millones y medio.